# Павликени
Павликѐни е град в област Велико Търново, Централна Северна България. Той е административен и стопански център на едноименната община Павликени.
По данни на ГРАО към 15 март 2024 г. в града живеят 9757 души по настоящ адрес и 11 313 души по постоянен адрес.

## География
Град Павликени се намира в Северна Централна България, в област Велико Търново. Той е на 38 км от Велико Търново, на 41 км от Горна Оряховица, на 22 км от Левски, на 13,4 км от Сухиндол и на 35 км от Полски Тръмбеш.
Координатите на центъра на града са 43,23797° с. ш. и 25,30697° и. д.

## История
В района на Павликени са открити следи от праисторическия човек.
На 5 километра северозападно от града е разкрит голям керамичен център от I–III век сл. н. е. Гипсовите тавани на помещенията били богато украсени с цветни растителни орнаменти. Разнообразен археологически материал – глинени съдове, лампи, бронзови апликации, накити, повече от 3700 сребърни римски монети, оброчни плочки, земеделски сечива и други находки разкриват бита на обитателите.
Съществуват две версии за възникването на населеното място. Според едната, която се основава на недоказана легенда, името на града идва от името на болярина Павликян, който се е заселил на тези земи и е основал чифлик. Според другата версия, поддържана от известния изследовател на павликянството историка Милчо Йовков, населеното място се е образувало при заселването на павликяни от Тракия. Селището съществува през XIII – XIV век, а с името Павликян се споменава през XV век.  Неговото старо население е изповядвало павликянство. Според османски регистри от 1479/80 година то е павликянско село с 59 домакинства.  С името Бавликян и Павликян селото се споменава в османските архиви от XV-XIX в.
По време на Освобождението (1878 г.) е малко село. През 1880 г. то има 580 жители. Занаятчията Атанас Хаджиславчев, който се преселва в района след Освобождението на България, полага усилия Павликени да запази статута си на административен център. Първият свещеник в село Павликени е бил Иван Пенчев. Започва изграждането на православен храм от Уста Генчо от село Скорцине. Храмът е осветен през 1882 година. След отказа на земевладелците от Бяла черква павликенецът Атанас Хаджиславчев се съгласява да дари собствени земеделски земи на министерството на железниците, за да се построят жп линията и гара Павликени. На 8 ноември 1899 г. е официално открита железопътната гара. Дотогава основната дейност в село Павликени е земеделието. След прокарването на жп линията София – Варна (1899 г.) селото се развива в търговско и занаятчийско селище. Жп гарата дава в началото на 20 век голям тласък за развитието на селото като икономически и околийски център.
Сградата на популярната банка е построена през 1922 г. Построява се и часовникова кула от пловдивчанина Таквор Гарабедян. В града се открива и земеделско опитно поле през 1925 г. През 1932 – 1933 г. от Бяла черква в Павликени се премества държавното коларо-бъчварско училище. Наред с него е открито и Земеделско училище.
Градът възниква след 1943 г. на основата на бившето с. Павликени. Изграждат се мелница, маслобойна, керамично предприятие, винарска изба, металообработващо предприятие.
Днес град Павликени е важен железопътен възел на централната жп линия София – Варна с развито машиностроене, лека промишленост, хранително-вкусова промишленост и други отрасли.

## Население
Долната таблица показва изменението на населението на града в периода след Втората световна война (1946 – 2021 г.):
| Павликени                                                                                 | Павликени | Павликени | Павликени | Павликени | Павликени | Павликени | Павликени | Павликени | Павликени | Павликени | Павликени | Павликени | Павликени |
| ----------------------------------------------------------------------------------------- | --------- | --------- | --------- | --------- | --------- | --------- | --------- | --------- | --------- | --------- | --------- | --------- | --------- |
| година                                                                                    | 1946      | 1956      | 1965      | 1975      | 1985      | 1992      | 2001      | 2005      | 2007      | 2009      | 2011      | 2015      | 2021      |
| население                                                                                 | 6383      | 9278      | 11 270    | 12 228    | 14 143    | 13 996    | 12 879    | 12 015    | 11 495    | 11 151    | 10 671    | 9851      | 8589      |
| Източници: Национален статистически институт, „Citypopulation.de“ и „Pop-stat.mashke.org“ |           |           |           |           |           |           |           |           |           |           |           |           |           |

След потапянето на село Бара през 1952 година, 100 баренци се преселват в североизточната част на града и образуват баренската махала.
При преброяването на населението през 2021 година в града са регистрирани 8589 души.
Преброяване на населението през 2011 г.
Численост и дял на етническите групи според преброяването на населението през 2011 г.:
|                     | Численост | Дял (в %) |
| Общо                | 10671     | 100,00    |
| Българи             | 9337      | 87,49     |
| Турци               | 302       | 2,83      |
| Цигани              | 185       | 1,73      |
| Други               | 20        | 0,18      |
| Не се самоопределят | 35        | 0,32      |
| Неотговорили        | 792       | 7,42      |

Според някои оценки действителният брой на циганите е около 2 хиляди души, включително калдараши, бургуджии, миллет и дасикане рома.

## Управление
Павликени е център на община с площ 623 km² и население около 25 200 души (2014). Освен Павликени в нейния състав влизат град Бяла черква и 18 села, като в общинския център живеят около 43% от жителите.
На изборите през 2019 година за кмет на общината е избран за трети мандат кандидатът на Българската социалистическа партия инж. Емануил Александров Манолов. Местата в общинския съвет са разпределени както следва:
- Българска социалистическа партия: 11
- ГЕРБ: 6
- Движение за права и свободи: 2
- Местна коалиция ВМРО-БНД, НФСБ, ЗНС: 2

## Икономика
Тежката индустрия в града е добре развита. Предприятието „Балканкар-Заря“ АД е съсредоточено в производството на стоманени колела и джанти. Компанията „Метарем“ АД е специализирана в производството на части за селскостопанска техника. В Павликени функционира и шивашко предприятие „Елит“ АД, както и няколко фирми, съсредоточени в хранителната индустрия.

## Инфраструктура
Градът е гара по ЖП линията София – Горна Оряховица – Варна. През него минават няколко важни пътя, които го свързват с градовете Велико Търново, Севлиево, Плевен, Свищов, Полски Тръмбеш и Русе.
- Професионална гимназия по аграрни технологии „Цанко Церковски“
- СОУ „Бачо Киро“
- ОУ „Св. Кл. Охридски“

## Култура
В град Павликени работи Народно читалище „Братство“ с класове по пиано. Към него функционират библиотека, Общински младежки съвет и Интернет център от 2005 г.
В Павликени се намира единственият в тази част на България зоопарк. Там живеят около 120 животни и птици от 23 вида. Най-интересни за посетителите са щраусите, благородният елен, еленът лопатар, мечката Вера, морските свинчета, язовците, както и патагонската мара.

## Известни личности
Родени в Павликени
- Никола Гюзелев (1936 – 2014), български оперен певец
- Вероника (1976 – ), българска попфолк певица
- Факира Мити (1910 – 1988), български илюзионист
- Кирил Ракаров (1932 – 2006), български футболист
- Христо Пощаков (1944 – ), преводач, писател
- Димитър Томов (1957 – ), преводач, писател
- Христо Кършовски – инженер и офицер
- Иван Звездев (1975 – ), български кулинар и шоумен

## Други
- Морският нос Павликени на остров Гринуич в Антарктика е наименуван в чест на града. [12]